# Fieldfisher
Fieldfisher ist eine multinationale Anwaltskanzlei mit Hauptsitz in London (Vereinigtes Königreich). Sie beschäftigt weltweit über 1.700 Mitarbeiterinnen und Mitarbeiter, davon über 1.000 Anwältinnen und Anwälte in aktuell 12 Ländern. Die Ursprünge der Kanzlei gehen auf die Gründung der Kanzlei Field Roscoe & Co. durch Edwin Wilkins Field im Jahr 1835 zurück.
In Deutschland ist die Kanzlei als Partnergesellschaft nach deutschem Recht organisiert und an fünf Standorten tätig: Hamburg (seit 2007), Düsseldorf (2011), München (2011), Frankfurt am Main (2018) und Berlin (2022). Insgesamt rund 250 anwaltliche und nicht-anwaltliche Mitarbeiterinnen und Mitarbeiter sind an den deutschen Standorten beschäftigt.
Managing Partner in Deutschland und Mitglied des Executive Committee von Fieldfisher ist der Rechtsanwalt Philipp Plog, Sohn des Juristen Jobst Walter Plog.

## Geschichte

### Profil und Zielgruppen
Zu den juristischen Kernkompetenzfeldern der Wirtschaftskanzlei zählen insbesondere Handels- und Gesellschaftsrecht, Bank- und Kapitalmarktrecht, Informationstechnologierecht, Gewerblicher Rechtsschutz, Kartellrecht und Compliance, Arbeitsrecht, Immobilienrecht und Konfliktlösung.
Insbesondere Unternehmen aus zukunftsorientierten Wirtschaftssektoren, wie Energie, Technologie, Life Science, Bank- und Finanzwesen sowie digitaler Innovation bilden die Kernzielgruppen der Kanzlei und machen einen Schwerpunkt in der Beratung aus. Weltweit berät Fieldfisher eine Vielzahl von Industrie- und Dienstleistungsunternehmen sowie öffentlichen Institutionen.
Mit Fieldfisher X unterhält die Kanzlei in Berlin eine rein auf Legal Tech und Legal Operations ausgerichtete Unit. Hintergrund ist ein weltweit erheblich wachsender Markt rund um Massen-/Sammelklageverfahren, wie beispielsweise im Zusammenhang mit dem Abgasskandal oder bei der Durchsetzung von Flugrechten. Unternehmen begegnen hierbei einer zunehmend professionalisierten und geschlossen agierenden Klägerindustrie. Fieldfisher X bietet diesen Unternehmen spezialisierte Beratung und technologische Lösungen zur Bewältigung dieser Verfahren.

### Ursprünge bis 2000
Die Ursprünge von Fieldfisher lassen sich bis zur Gründung der Anwaltskanzlei Field Roscoe & Co. durch Edwin Wilkins Field im Jahr 1835 zurückverfolgen. Im Jahr 1865 gründete Theodore Waterhouse die Kanzlei Waterhouse & Co. 1897 begann Charles Fisher seine Zusammenarbeit mit Thomas Peacock, aus der später TF Peacock Fisher wurde. Im Jahr 1930 fusionierte Field Roscoe mit Treherne Higgins. Im Jahr 1969 fusionierten Field Roscoe und TF Peacock Fisher zu Field Fisher & Co.
Im Jahr 1972 fusionierte Field Fisher & Co. mit Martineau und Reid zu Field Fisher Martineau. Field Fisher Waterhouse entstand 1989 durch die Fusion von Field Fisher Martineau und Waterhouse & Co.
1998 fusionierte Field Fisher Waterhouse mit Allison & Humphreys (A&H). A&H war auf Medien und Kommunikation spezialisiert und ergänzte die IT- und Internet-Expertise von Field Fisher Waterhouse. Die British Broadcasting Corporation zählte zu den wichtigsten Mandanten, die die Anwälte von A&H in die Kanzlei einbrachten.

### 2000 bis heute

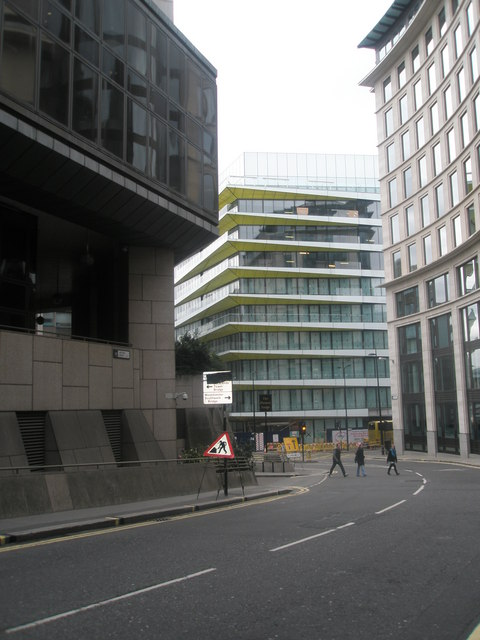
Der Hauptsitz von Fieldfisher in der Swan Lane in London (Gebäude im Hintergrund)

Im Juni 2006 wurde Field Fisher Waterhouse in eine LLP umgewandelt.
Im Jahr 2007 unternahm die Kanzlei ihre ersten Schritte in Europa; im April wurden Büros in Brüssel und Hamburg eröffnet, und im November kam ein Büro in Paris hinzu. Später eröffnete die Kanzlei weitere deutsche Büros in München und Düsseldorf.
Im September 2012 eröffnete die Kanzlei ein Büro in Palo Alto, Kalifornien.
Am 1. April 2014 fusionierte Field Fisher Waterhouse mit der in Manchester ansässigen Anwaltskanzlei Heatons.
Im Mai 2014 wurde die Kanzlei in Fieldfisher umbenannt.
Im Juli 2016 fusionierte Fieldfisher mit der italienischen Anwaltskanzlei Studio Associato Servizi Professionali Integrati (SASPI), die Büros in Mailand, Rom, Venedig und Turin unterhielt. SASPI änderte seinen Namen nach Abschluss der Fusion in Fieldfisher.
Im November 2016 fusionierte Fieldfisher mit der in Birmingham ansässigen Wirtschaftskanzlei Hill Hofstetter. Im selben Monat fusionierte Fieldfisher mit der in Peking ansässigen Anwaltskanzlei JS Partners.
Im Mai 2017 eröffnete Fieldfisher ein Büro in Amsterdam, und im Jahr 2018 in Frankfurt Luxemburg und Belfast.
Im September 2018 fusionierte Fieldfisher mit der spanischen Kanzlei JAUSAS und erweiterte sein Netzwerk um die Standorte Madrid und Barcelona.
Im Mai 2019 wurde bekannt gegeben, dass die Kanzlei mit Wirkung zum 1. Mai 2019 mit der irischen Kanzlei McDowell Purcell fusioniert habe.
Im Februar 2022 eröffnete Fieldfisher seinen fünften deutschen und insgesamt 25. Standort weltweit mit der Unit Fieldfisher X in Berlin.
Im Mai 2022 folgte Robert Shooter als neuer Managing Partner auf Michael Chissick.
Im Geschäftsjahr 2021/2022 steigerte Fieldfisher seinen Gesamtumsatz auf 330 Millionen Pfund.